# The Swarm
«The Swarm» —en español: «El enjambre»— es una canción interpretada por la banda británica de rock alternativo You Me at Six. El 16 de abril de 2012, el sello discográfico Virgin Records la publicó como sencillo digital en el Reino Unido. La canción alcanzó el puesto número eintitres en la lista UK Singles Chart, y la posición número uno en el conteo UK Rock Chart.

## Formato
- Descarga digital

| «The Swarm» |             |          |  |
| N.º         | Título      | Duración |  |
| 1.          | «The Swarm» | 4:01     |  |

## Posicionamiento en listas
| Reino Unido | UK Singles Chart | 23 |
| Reino Unido | UK Rock Chart    | 1  |